# Mosteiro de Claraval (Brasil)
O Mosteiro Cisterciense de Claraval é um mosteiro localizado na cidade de Claraval, estado de Minas Gerais. É um dos cinco mosteiros cistercienses masculinos do país.

## História
A construção do Mosteiro Cisterciense de Claraval foi iniciada em 1951 por quatro monges cistercienses chegados da Itália em 1950. Eram eles, o prior Fr. Pedro Agostini, Fr. Justino, Fr. Carmelo e Ir. Nivardo. Não havia mão de obra especializada e os religiosos contavam apenas com a ajuda da comunidade local.
Naquela época, Claraval ainda era chamada Vila de Garimpo das Canoas, passando posteriormente a denominar-se Divino Espírito Santo do Garimpo das Canoas. Em 1953, a vila foi elevada à categoria de município com o nome de Claraval, em homenagem a São Bernardo, monge cisterciense francês (1090-1153).
O mosteiro tem como orago o Divino Espírito Santo e seu nome oficial é Mosteiro de Nossa Senhora do Divino Espírito Santo.
A obra durou dezoito anos, tendo sido o mosteiro inaugurado em março de 1969.

### Arquitetura
Sua construção em estilo neogótico, foi influenciada pelas medievais igrejas góticas da Europa. Embora construído em pleno século XX, suas colunas, janelas e elementos decorativos ostentam as características deste estilo, transmitindo a mesma essência arquitetônica dos edifícios cistercienses da Idade Média, onde pobreza e grandeza se fundem como os dois arcos de uma ogiva, apontando para o céu.[carece de fontes?]

## Abades

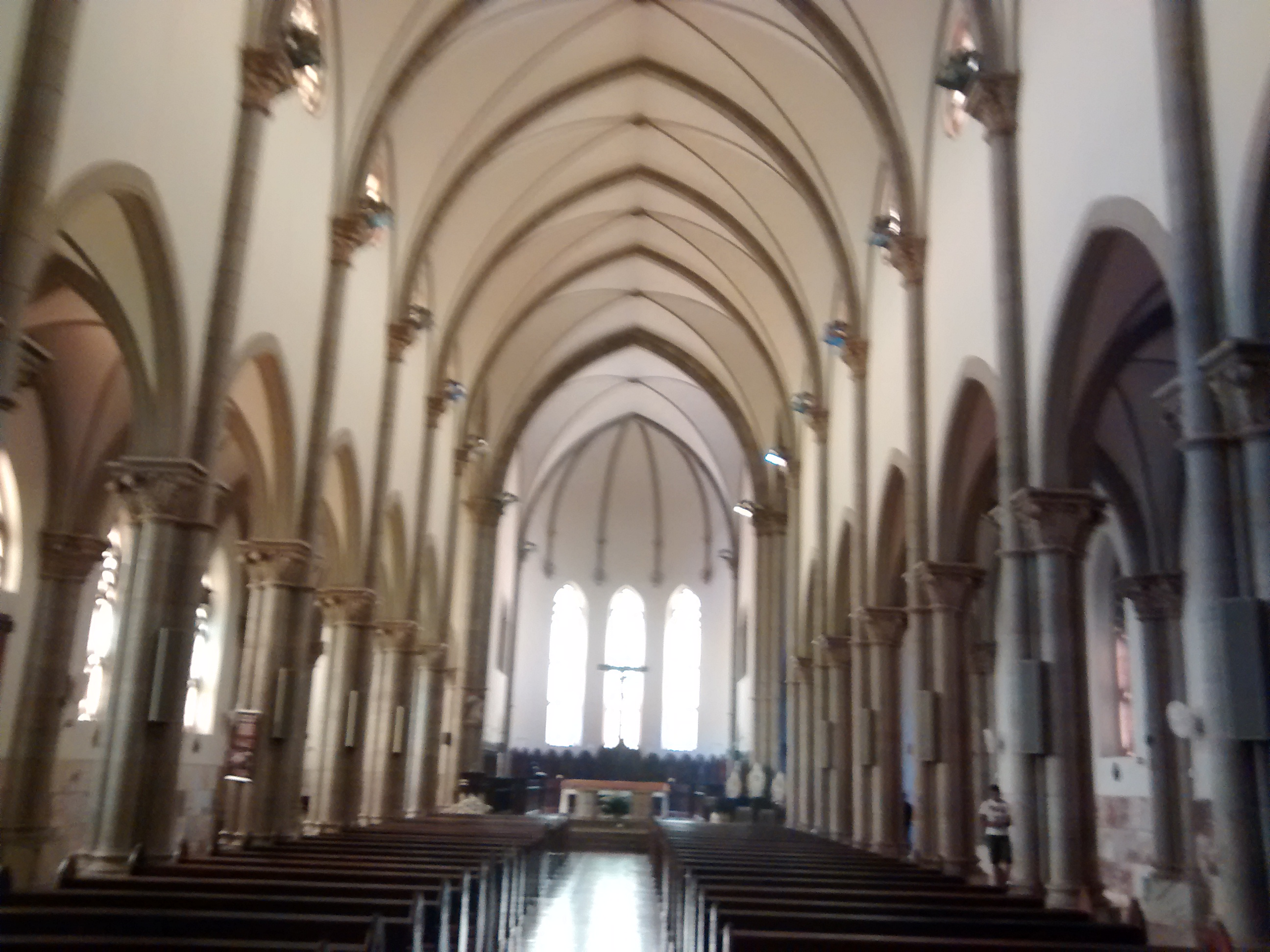
Interior do Mosteiro de Claraval.

- Fr. Giuseppe Pietro Agostini (1969-1972)
- Fr. Carmelo Récchia (1972-1999)
- Fr. Orani João Tempesta (1999-2002)

Em 2002 houve a extinção do título de Abadia territorial.
- Prior Pe. José Carlos Carvalho (atual)